# Korokora
Korokora est une localité située dans le département de Banfora de la province de la Comoé dans la région des Cascades au Burkina Faso.

## Santé et éducation
Le village ne possède pas d'école primaire publique. 